# Daniela Costian
Daniela Costian, född den 30 april 1965 i Brăila i Rumänien, är en australisk före detta friidrottare som tävlade i diskuskastning.
Costian blev 1990 australisk medborgare. Hon deltog vid Olympiska sommarspelen 1992 där hon slutade på tredje plats. Hon var med i finalen vid VM 1993 och blev då silvermedaljör efter ryskan Olga Burova-Tjernjavskaja. 

## Personliga rekord
- Diskuskastning - 73,84 meter